# Bytča
Bytča er en by i det vestlige Slovakiet. Byen ligger i regionen Žilina, ved bredden af floden Váh. Den ligger kun 190 kilometer fra den slovakiske hovedstad  Bratislava. Byen har et areal på 43,17 km² og en befolkning på 11.535(2023) indbyggere.

## Eksterne links
- Officiel hjemmeside

- Wikimedia Commons har flere filer relateret til Bytča